# Generaal der Vliegeniers
Generaal der Vliegeniers (Duits: General der Flieger) was een rang in de Luftwaffe.  Een generaal der Vliegeniers was het equivalent van een drie-sterrengeneraal in het Britse leger en het Amerikaanse leger. Hij was hoger in rang dan een luitenant-generaal en lager dan een kolonel-generaal.

## Generaals in deze rang

### A
| Naam             | Geboortejaar | Overlijdensjaar | Bevordering | Opmerking |
| ---------------- | ------------ | --------------- | ----------- | --------- |
| Alexander Andrae | 1888         | 1979            | 31 mei 1943 |           |

### B
| Naam             | Geboortejaar | Overlijdensjaar | Bevordering     | Opmerking |
| ---------------- | ------------ | --------------- | --------------- | --------- |
| Karl Barlen      | 1890         | 1956            | 1 april 1944    |           |
| Hellmuth Bieneck | 1887         | 1972            | 1 juli 1941     |           |
| Karl Bodenschatz | 1890         | 1979            | 1 juli 1941     |           |
| Walter Boenicke  | 1895         | 1947            | 1 maart 1945    |           |
| Rudolf Bogatsch  | 1891         | 1970            | 1 juli 1941     |           |
| Alfred Bülowius  | 1892         | 1968            | 1 december 1944 |           |

### C
| Naam                   | Geboortejaar | Overlijdensjaar | Bevordering      | Opmerking |
| ---------------------- | ------------ | --------------- | ---------------- | --------- |
| Friedrich Christiansen | 1879         | 1972            | 1 januari 1939   |           |
| Friedrich Cochenhausen | 1879         | 1946            | 28 februari 1938 |           |
| Joachim Coeler         | 1891         | 1955            | 1 januari 1942   |           |

### D
| Naam                 | Geboortejaar | Overlijdensjaar | Bevordering    | Opmerking |
| -------------------- | ------------ | --------------- | -------------- | --------- |
| Heinrich Danckelmann | 1887         | 1947            | 1 april 1941   |           |
| Paul Deichmann       | 1898         | 1981            | 20 april 1945  |           |
| Egon Doerstling      | 1890         | 1965            | 1 juni 1942    |           |
| Eduard Dransfeld     | 1883         | 1964            | 1 oktober 1940 |           |
| Karl Drum            | 1893         | 1968            | 1 juli 1944    |           |

### E
| Naam        | Geboortejaar | Overlijdensjaar | Bevordering      | Opmerking                          |
| ----------- | ------------ | --------------- | ---------------- | ---------------------------------- |
| Karl Eberth | 1877         | 1952            | 31 augustus 1935 | Charakter als General der Flieger. |

### F
| Naam              | Geboortejaar | Overlijdensjaar | Bevordering     | Opmerking |
| ----------------- | ------------ | --------------- | --------------- | --------- |
| Hellmuth Felmy    | 1885         | 1965            | 4 februari 1938 |           |
| Martin Fiebig     | 1891         | 1947            | 21 januari 1943 |           |
| Johannes Fink     | 1895         | 1981            | 1 april 1944    |           |
| Willy Fisch       | 1886         | 1963            | September 1941  |           |
| Veit Fischer      | 1890         | 1966            | 1 juni 1942     |           |
| Helmuth Förster   | 1889         | 1965            | 19 april 1941   |           |
| Stefan Fröhlich   | 1889         | 1978            | 1 juli 1943     |           |
| Heribert Fütterer | 1894         | 1963            | 20 april 1945   |           |

### G
| Naam           | Geboortejaar | Overlijdensjaar | Bevordering    | Opmerking                                     |
| -------------- | ------------ | --------------- | -------------- | --------------------------------------------- |
| Hans Geisler   | 1891         | 1966            | 19 juli 1940   |                                               |
| Ulrich Grauert | 1889         | 1941            | 1 oktober 1939 | Per 19 juli 1940 tot Generaloberst bevorderd. |

### H
| Naam                     | Geboortejaar | Overlijdensjaar | Bevordering     | Opmerking |
| ------------------------ | ------------ | --------------- | --------------- | --------- |
| Wilhelm Haehnelt         | 1875         | 1946            | 1 maart 1942    |           |
| Hans Halm                | 1897         | 1957            | 1 oktober 1935  |           |
| Friedrich-Carl Hanesse   | 1892         | 1975            | 1 januari 1944  |           |
| Willi Harmjanz           | 1893         | 1983            | 1 oktober 1942  |           |
| Otto Hoffmann von Waldau | 1898         | 1943            | 30 januari 1943 |           |

### J
| Naam            | Geboortejaar | Overlijdensjaar | Bevordering  | Opmerking                                                               |
| --------------- | ------------ | --------------- | ------------ | ----------------------------------------------------------------------- |
| Hans Jeschonnek | 1899         | 1943            | 19 juli 1940 | Per 1 juni 1942 tot Generaloberst bevorderd. Pleegde zelfmoord in 1943. |

### K
| Naam                   | Geboortejaar | Overlijdensjaar | Bevordering                       | Opmerking                                            |
| ---------------------- | ------------ | --------------- | --------------------------------- | ---------------------------------------------------- |
| Josef Kammhuber        | 1896         | 1986            | 1 januari 1943                    |                                                      |
| Erich Karlewski        | 1874         | 1946            | 31 maart 1938                     |                                                      |
| Gustav Kastner-Kirdorf | 1881         | 1945            | 1 juli 1941                       |                                                      |
| Leonhard Kaupisch      | 1878         | 1945            | 1 december 1935                   |                                                      |
| Albert Kesselring      | 1885         | 1960            | 1 juni 1937                       | Per 19 juli 1940 tot Generalfeldmarschall bevorderd. |
| Ulrich Kessler         | 1894         | 1983            | 1 september 1944                  |                                                      |
| Karl Kitzinger         | 1886         | 1962            | 1 oktober 1938                    |                                                      |
| Waldemar Klepke        | 1882         | 1945            | 1 januari 1939                    |                                                      |
| Robert Knauss          | 1892         | 1955            | 1 maart 1944                      |                                                      |
| Karl Koller            | 1892         | 1951            | 1 november 1944 - 30 januari 1945 |                                                      |
| Werner Kreipe          | 1904         | 1967            | 21 juli 1943                      |                                                      |
| Bernhard Kühl          | 1886         | 1946            |                                   |                                                      |

### L
| Naam                          | Geboortejaar | Overlijdensjaar | Bevordering | Opmerking |
| ----------------------------- | ------------ | --------------- | ----------- | --------- |
| Otto Langemeyer               | 1883         | 1950            | 1 mei 1944  |           |
| Hermann von der Lieth-Thomsen | 1867         | 1942            | 1939        |           |

### M
| Naam            | Geboortejaar | Overlijdensjaar | Bevordering      | Opmerking |
| --------------- | ------------ | --------------- | ---------------- | --- |
| Alfred Mahncke  | 1888         | 1979            | 1 september 1943 | |
| Wilhelm Mayer   | 1886         | 1950            | 1 februari 1941  | |
| Rudolf Meister  | 1897         | 1958            | 1 september 1944 | |
| Erhard Milch    | 1892         | 1972            | 20 april 1936    | Charakter als General der Flieger op 30 januari 1936. Per 1 november 1938 tot Generaloberst bevorderd. Per 19 juli 1940 tot Generalfeldmarschall bevorderd. |
| Max Mohr        | 1884         | 1966            | 1 april 1941     | |
| Walter Musshoff | 1885         | 1971            | 1 november 1942  | |

### P
| Naam                | Geboortejaar | Overlijdensjaar | Bevordering     | Opmerking |
| ------------------- | ------------ | --------------- | --------------- | --------- |
| Erich Petersen      | 1889         | 1963            | 1 november 1942 |           |
| Curt Pflugbeil      | 1890         | 1955            | 1 februari 1942 |           |
| Maximilian von Pohl | 1893         | 1951            | 1 februari 1942 |           |
| Richard Putzier     | 1890         | 1979            | 1 januari 1941  |           |

### Q
| Naam        | Geboortejaar | Overlijdensjaar | Bevordering      | Opmerking |
| ----------- | ------------ | --------------- | ---------------- | --------- |
| Erich Quade | 1883         | 1959            | 1 september 1940 |           |

### R
| Naam        | Geboortejaar | Overlijdensjaar | Bevordering  | Opmerking |
| ----------- | ------------ | --------------- | ------------ | --------- |
| Georg Rieke | 1894         | 1970            | 1 maart 1945 |           |
| Hans Ritter | 1893         | 1991            | 1 april 1942 |           |

### S
| Naam                        | Geboortejaar | Overlijdensjaar | Bevordering     | Opmerking |
| --------------------------- | ------------ | --------------- | --------------- | --------- |
| Hugo Schmidt                | 1885         | 1964            | 1 april 1941    |           |
| Wilhelm Schubert            | 1879         | 1972            | 1 juli 1942     |           |
| Julius Schulz               | 1889         | 1975            | 1 december 1942 |           |
| Karl-Friedrich Schweickhard | 1883         | 1968            | 1 juni 1938     |           |
| Hans-Georg von Seidel       | 1891         | 1955            | 1 januari 1942  |           |
| Hans Seidemann              | 1902         | 1967            | 1 maart 1945    |           |
| Hans Siburg                 | 1893         | 1976            | 1 april 1942    |           |
| Wilhelm Speidel             | 1895         | 1970            | 1 januari 9142  |           |

### V
| Naam            | Geboortejaar | Overlijdensjaar | Bevordering | Opmerking |
| --------------- | ------------ | --------------- | ----------- | --------- |
| Albert Vierling | 1887         | 1969            | 1 juni 1942 |           |

### W
| Naam                 | Geboortejaar | Overlijdensjaar | Bevordering     | Opmerking                          |
| -------------------- | ------------ | --------------- | --------------- | ---------------------------------- |
| Bernhard Waber       | 1884         | 1945            | 1 maart 1942    |                                    |
| Walther Wecke        | 1885         | 1943            | 1 december 1942 |                                    |
| Ralph Wenninger      | 1890         | 1945            | 1 november 1940 |                                    |
| Helmuth Wilberg      | 1880         | 1941            | 31 maart 1938   | Charakter als General der Flieger. |
| Wilhelm Wimmer       | 1889         | 1973            | 1 oktober 1939  |                                    |
| Bodo von Witzendorff | 1876         | 1943            | 1 oktober 1937  | Charakter als General der Flieger. |
| Ludwig Wolff         | 1886         | 1950            | 1 februari 1941 |                                    |

### Z
| Naam          | Geboortejaar | Overlijdensjaar | Bevordering    | Opmerking |
| ------------- | ------------ | --------------- | -------------- | --------- |
| Konrad Zander | 1883         | 1947            | 1 oktober 1936 |           |